# Panzerbrigade 12
Die Panzerbrigade 12 „Oberpfalz“ (PzBrig 12) ist eine etwa 4500 Soldaten starke Brigade des Heeres der Bundeswehr mit Sitz des Stabes in Cham in der Oberpfalz. Die Brigade ist der 10. Panzerdivision unterstellt und ist für Einsätze im gesamten Aufgaben- und Intensitätsspektrum der Bundeswehr ausgebildet.

## Auftrag
Die Brigade führt das Gefecht der verbundenen Waffen auch in multinationalen Verbänden und sichert dazu auch die eigene Durchhaltefähigkeit und Ausbildungsfähigkeit. Die Brigade bereitet sich auf den Einsatz im Falle der Landesverteidigung oder im Falle eines Angriffes auf NATO-Verbündete sowie als Verband zur Durchführung friedenserhaltender Missionen im multinationalen Verband vor. Dazu stehen als Hauptwaffensysteme der Brigade der Kampfpanzer Leopard 2 sowie der Schützenpanzer Puma zur Verfügung.

## Gliederung

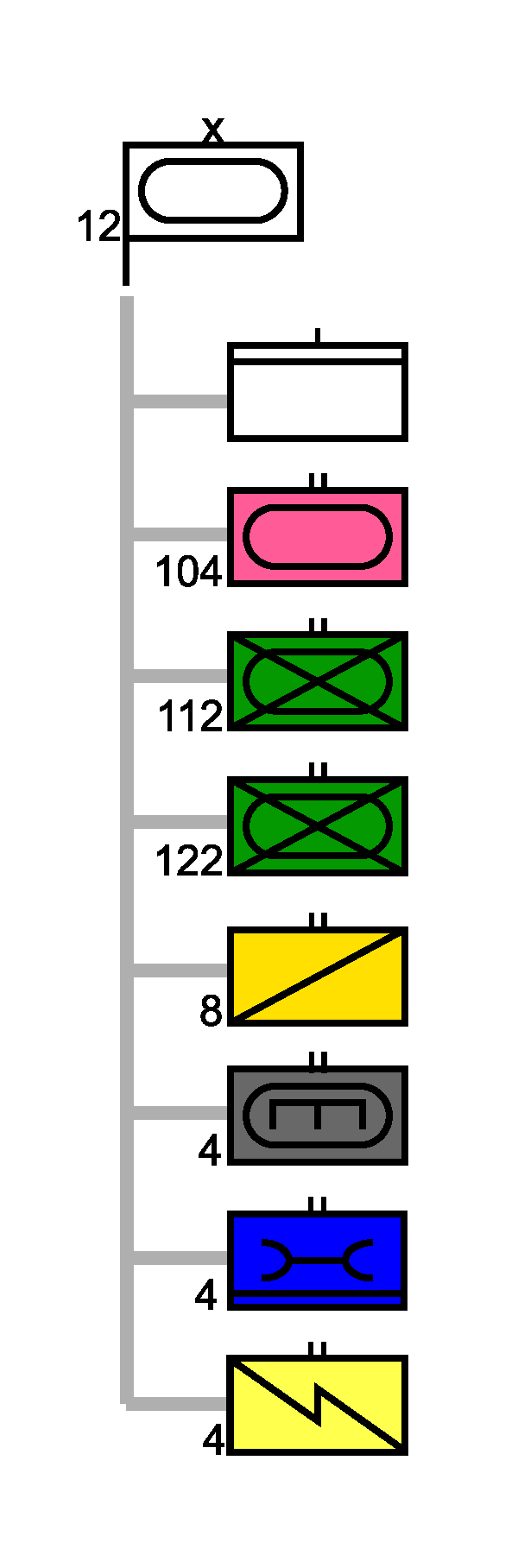
Gliederung bis zum 30. Juni 2014

Die Brigade gliedert sich in:
- Stabs-/Unterstützungskompanie Panzerbrigade 12, Cham (Oberpfalz)
- Fernmeldekompanie Panzerbrigade 12, Cham (Oberpfalz)
- Panzerbataillon 104, Pfreimd, Weiden
- Panzergrenadierbataillon 112, Regen
- Panzergrenadierbataillon 122, Oberviechtach (geplanter Kampfverband für Panzerbrigade 45[3])
- Panzerbataillon 363, Hardheim
- Panzerartilleriebataillon 131, Weiden in der Oberpfalz
- Panzerpionierbataillon 8, Ingolstadt (ehemals GebPiBtl 8)
- Aufklärungsbataillon 8, Freyung
- Versorgungsbataillon 4, Roding, Pfreimd
- Gebirgspanzerbataillon 8 (nichtaktiv), Pfreimd (Karte)

## Geschichte

### Heeresstruktur I (1956 bis 1959)
Am 1. Juli 1956 wurde die Kampfgruppe A 4 in Amberg aufgestellt und unterstand zunächst der 4. Panzergrenadierdivision in Regensburg. Der Kampfgruppe unterstanden zunächst:
- Stabskompanie (Aufstellung 1. Juli 1956 in Deggendorf, bereits ab 20. Juli verlegten erste Teile nach Amberg)
- Grenadierbataillon 4, die Erstausstattung bestand aus 39 LKW. 1,5 to. Unimog S 404 B oder Hanomag A-L 28 (13 in der Kp.) und 5 M 41.
- Panzeraufklärungsbataillon 4, Weiden, Metzer-Kaserne. Aufgestellt aus Teilen des vorl. PzAufkl.-Btl. 367, am 1. April 1957 in Weiden und am 1. Februar 1959 nach Roding (Arnulf-Kaserne) verlegt. Erstausstattung: KPz. M 41 und LKW. 0,75 to. gl. (Unterstellung unter 4. Gren.-Div.)
- Grenadierbataillon 14 (Aufstellung 1. Juli 1956 in Hof), die Erstausstattung bestand aus 39 LKW. 1,5 to. Unimog S 404 B oder Hanomag A-L 28 (13 in der Kp.) und 5 M 41.
- Panzerbataillon 4, aufgestellt am 1. Juli 1956 in Weiden verlegte das Btl. am 16. Juli 1956 nach Amberg in die Leopold-Kaserne. Erstausstattung: KPz. M 47. Das Btl. wurde am 16. März 1959 in Pz.-Btl. 123 umbenannt. (Unterstellung unter 4. Gren.-Div.)
- Leichte Feldzeuginstandsetzungskompanie 4 (Aufstellung 1. Juli 1956 in Amberg)
- III./ Feldartillerieregiment 4

### Heeresstruktur II (1959 bis 1970)
Am 16. März 1959 wurde die Kampfgruppe A 4 in der Heeresstruktur II in die Panzerbrigade 12 umgegliedert. Der Brigade unterstanden folgende Einheiten: Panzergrenadierbataillon 122, Panzerbataillon 123, Panzerbataillon 124, Panzeraufklärungskompanie 120, Panzerpionierkompanie 120, Flugabwehrbatterie 120, Versorgungsbataillon 126 und der Stab/Stabskompanie Panzerbrigade 12. 1963 wurde die Panzeraufklärungskompanie 120 aufgelöst und der Brigade das Panzerartilleriebataillon 125 unterstellt. 1967 wurden die Panzerjägerkompanie 120 und die ABC-Abwehrkompanie 120 unterstellt.
Gliederung:
- Stab / Stabskompanie Panzerbrigade 12, Amberg
- Spähzug 120, 1963 aus der PzAufkl.-Kp. 120 aufgestellt.
- Panzeraufklärungskompanie 120, die Kp. wurde 1963 wieder aufgelöst und in den Spähzug umgegliedert. Ausstattung: M 41 und SPz. kurz HK.
- Flugabwehrbatterie 120 mit 12 M 42 und einem SPz. kurz Hotchkiss. Die Batterie wurde in den 60ern wieder aufgelöst.
- Panzerpionierkompanie 120, Kümmersbruck (Schweppermann-Kaserne), aufgestellt 1960. Ausstattung: 10 M 47 und 8 M 41. Ab 1961 PzJg.-Rak.-Zug mit Rak.-Pz. HS 30. Ab 1966 Zulauf KanJg.-Pz.
- Panzerjägerkompanie 120, Oberviechtach Grenzland-Kaserne, 1967 aufgestellt. Ausstattung: KanJg.-Pz.
- ABC-Abwehrkompanie 120, 1967 unterstellt. 1970 wieder aufgelöst.
- PzGrenBtl 122 SPz, Amberg, das Btl wurde im März 1959 in Amberg aufgestellt und 1961 nach Oberviechtach verlegt. Die Erstausstattung bestand aus 39 LKW. 1,5 to. Unimog S 404 B oder Hanomag A-L 28 (13 in der Kp.) und 5 M 41. Ausgerüstet mit 48 HS 30 (16 je Kp.) und in der schweren 5. Kp. mit 12 SPz. kurz Hotchkiss oder HS 30 und 5 KPz. M 41.
- Panzerbataillon 123, Amberg, Leopold-Kaserne, aufgestellt am 16. März 1959 aus Pz.-Btl. 4. Am 1. Juni 1959 Teilung zur Aufstellung Pz.-Btl. 124. Verlegung am 1. Oktober 1960 in die Panzer-Kaserne (ab September 1964 Schweppermann-Kaserne) nach Gärmersdorf (Kümmersbruck). Ausstattung: KPz. M 47, ab 1967 KPz. M 48 A 2.
- Panzerbataillon 124, Lager Algier/Grafenwöhr, aufgestellt am 1. Juni 1959 durch Teilung Pz.-Btl. 123 und am 6. Oktober 1960 in die Panzer-Kaserne (ab 09.1964 Schweppermann-Kaserne) in Gärmersdorf (Kümmersbruck) verlegt. Erstausstattung: KPz. M 47, ab 1968 KPz. M 48 A 2.
- Pz. Art.-Btl. 125, Amberg, Kaiser-Wilhelm-Kaserne, aufgestellt am 16. Oktober 1963, bis Dezember 1963 Verlegung nach Bayreuth in die Markgrafenkaserne. Ausstattung: PzH. M 7 B 2 (Priest). Ab Juli 1966 PzH. M 109 G. Gliederung: 1. Stabs-Batterie und 2. und 3. schießende Bttrn. Angliederung 1963 der Ausb.-Kp. 17/4.
- Versorgungsbataillon 126.
- Feldersatzbataillon 127 (GerEinh), Amberg

### Heeresstruktur III (1970 bis 1980)
Die ABC-Abwehrkompanie 120 wurde 1970 aufgelöst. 1974 wurde auch das Versorgungsbataillon 126 aufgelöst, gleichzeitig aber das Sicherungsbataillon 48 aufgestellt. 1975 folgte die Aufstellung der Instandsetzungskompanie 120 und der Nachschubkompanie 120 unter Verwendung von Teilen des Versorgungsbataillon 126.
Gliederung:
- Stab / Stabskompanie Panzerbrigade 12, Amberg
- Spähzug 120
- Panzerpionierkompanie 120, Kümmersbruck (Schweppermann-Kaserne), Ausstattung. KanJg.-Pz.
- Panzerjägerkompanie 120, Oberviechtach Grenzland-Kaserne
- PzGrenBtl 122 SPz, Oberviechtach HrStr.3: Der PzMrs.-Zug wurde zur 6. PzMrs.-Kp. 1971–1974: Sch.-Pz. Marder
- Panzerbataillon 123, Kümmersbruck (Schweppermann-Kaserne), Ausstattung: KPz. M 48 A 2. ab 1979 KPz. M 48 A 2GA2.
- Panzerbataillon 124, Kümmersbruck (Schweppermann-Kaserne) verlegt. Ausstattung: KPz. M 48 A 2, ab 1979 KPz. M 48 A2 GA2.
- Pz.Art.-Btl. 125, Bayreuth, Markgrafenkaserne, Ausstattung: PzH. M 109 G/A3 G. 1971 wurde die Ausb.-Kp. 17/4 wieder aufgelöst und die 4. Batterie aufgestellt.
- Versorgungsbataillon 126, 1974 wurde auch das Versorgungsbataillon 126 aufgelöst.
- Nachschubkompanie 120, Amberg, 1975 aufgestellt aus Vers.-Btl. 126.
- Instandsetzungskompanie 120, Amberg, 1975 aufgestellt aus Vers.-Btl. 126
- Feldersatzbataillon 127 (GerEinh), Amberg
- Sicherungsbataillon 48 (GerEinh), Amberg, 1975 als Fers.-Btl. 127 aufgestellt. (Der 4. PzGren.-Div. unterstellt.)

### Heeresstruktur IV (1981 bis 1992)
1981 wurde das gemischte Panzerbataillon 121 aufgestellt. In der Heeresstruktur IV unterstanden der Brigade damit folgende aktive Truppenteile:
- Stab/Stabskompanie Panzerbrigade 12, Amberg
  -  Panzerbataillon 121, Amberg (teilaktiv)
  -  Panzergrenadierbataillon 122, Oberviechtach
  -  Panzerbataillon 123, Kümmersbruck
  -  Panzerbataillon 124, Kümmersbruck
  -  Panzerartilleriebataillon 125, Bayreuth
  -  Panzerpionierkompanie 120, Kümmersbruck
  -  Panzerjägerkompanie 120, Oberviechtach
  -  Instandsetzungskompanie 120, Amberg
  -  Nachschubkompanie 120, Amberg

1984 wurde das Feldersatzbataillon 45 aufgestellt (der Division unterstellt). 1989 wurde das Sicherungsbataillon 48 aufgelöst, 1992 folgen das gemischte Panzerbataillon 121, das Panzerbataillon 124 und die Panzerjägerkompanie 120.
Gliederung:
- Stab / Stabskompanie Panzerbrigade 12, Amberg, zur HrStr. 5 dem WBK. V/10. Pz.-Division unterstellt.
- Panzerjägerkompanie 120, Oberviechtach Grenzland-Kaserne, Ausstattung: 12 Jaguar 1, am 30. September 1992 aufgelöst.
- Panzerpionierkompanie 120, Kümmersbruck (Schweppermann-Kaserne), Ausstattung: 3 Brl. Pz. M 48 AVLB/Biber, 2 Pio.-Pz. M 48/Dachs, 2 MiW. Skorpion. zur HrStr. 5 weiterhin aktiv.
- Nachschubkompanie 120 (350 to.), Amberg, zur HrStr. 5 aufgelöst.
- Instandsetzungskompanie 120, Amberg, zur HrStr. 5 aufgelöst.
- gemischtes Panzerbataillon 121 (teilaktiv), Kümmersbruck, das Btl. wurde am 1. April 1981 aus Teilen der Pz.-Btle. 123 und 124 und dem PzGren.-Btl. 122 in der Kaiser-Wilhelm-Kaserne in Amberg aufgestellt. Für die 2. Kp. war das PzGrenBtl 122, für die 3. Kp. das PzBtl 123 und für die 4. Kp. das PzBtl 124 zuständig. Ausstattung: 28 Kpz. M 48 A2 GA 2, ab 1983/84 Leopard 2, 11 Schützenpanzer Marder. Außerdienststellung September 1992.
- Panzergrenadierbataillon 122, Oberviechtach, das Btl. ist für die 2. Kp. des Pz.-Btl. 121 zuständig. Ausstattung: 26 SPz. Marder (4 Stab, je 11 2. und 3. Kp.), 11 M 113 4. Kp. und 6 PzMrs. M 113 5. Kp. Das Btl. blieb in der HrStr. 5 weiterhin der Brigade unterstellt.
- Panzerbataillon 123, Kümmersbruck, Schweppermann-Kaserne (Gärmersdorf), Ausstattung: M 48 A 2 GA 2 ab 1979, Leopard 2 ab 1984. Das Btl. ist für die 3. Kp. Pz.-Btl. 121 zuständig. Ausstattung: 41 KPz. M 48 A2 GA 2, ab 1984 Leopard 2. Außerdienststellung September 1994.
- Panzerbataillon 124, Kümmersbruck, Schweppermann-Kaserne (Gärmersdorf), das Btl. war für die 4. Kp. des Pz.-Btl. 121 zuständig. Ausstattung: 41 M 48 A 2 GA 2, Leopard 2 in 1983/84. Außerdienststellung September 1994 und zur GerEinh.
- Panzerartilleriebataillon 125, Bayreuth, Markgrafenkaserne, Ausstattung: PzH. M 109 G/A3 G, am 31. März 1993 aufgelöst.
- Feldersatzbataillon 127 (GerEinh), Amberg, 1984 in FErsBtl 45 umbenannt und der 4. PzGrenDiv unterstellt.

### Nach 1990
1993 erfolgte die Verleihung des Beinamens „Oberpfalz“ durch den Bundesminister der Verteidigung. 1993 wurde die Brigade der 10. Panzerdivision unterstellt und bis 2004 stark umgegliedert (Auflösung: Panzerartilleriebataillon 125, Instandsetzungskompanie 120, Nachschubkompanie 120, Feldersatzbataillon 45, Panzerbataillon 123, Panzergrenadierbataillon 102; Unterstellung: Panzergrenadierbataillon 102, Panzergrenadierbataillon 112, Panzerartilleriebataillon 115, Panzerbataillon 104, Panzerjägerkompanie 110, Feldersatzkompanie 120, Gebirgspanzerbataillon 8). 1997 wurde das Gebirgspanzerbataillon 8 allerdings ebenso wie die Panzerjägerkompanie 110 aufgelöst.

### Heeresstruktur V (1992 bis 1996)
1993 erfolgte die Verleihung des Beinamens „Oberpfalz“ durch den Bundesminister der Verteidigung. 1993 wurde die Brigade der 10. Panzerdivision unterstellt.
Gliederung Heeresstruktur 5/5 N 1992 bis 1996:
- Stab / Stabskompanie Panzerbrigade 12, Amberg, zur HrStr. 5 dem WBK. V/10. Pz.-Division unterstellt.
- Panzerpionierkompanie 120, Kümmersbruck (Schweppermann-Kaserne), mit 6 Fuchs PiFü und 2 MiW. Skorpion.
- Panzerjägerkompanie 110, Neunburg vorm Wald, Pfalzgraf-Johann-Kaserne. Ausstattung: Jaguar 1. Am 31. März 1997 aufgelöst.
- Aufkl.-Kp. 120, Ebern, aufgestellt 1993 und im Frieden dem PzAufkl.-Btl. 12 unterstellt.
- Feldersatzkompanie 120
- Gebirgspanzerbataillon 8, Kirchham, Rottal-Kaserne/Pfreimd, Ausstattung: 54 KPz. Leopard 2. Im September 1996 deaktiviert. Nach Deaktivierung noch Geräteeinheit in Pfreimd? Im Heer 2011 wurde wieder ein teil-aktives Bataillon mit Standort Pfreimd aufgestellt. Eine Kontinuität zwischen dem alten und neuen GebPzBtl 8 ist nicht gegeben.
- Panzergrenadierbataillon 102, Bayreuth, Markgrafenkaserne. Gliederung ab 1. April 1993: Stabs- und Vers.-Kp., 4 Kpf.-Kpn. mit je 13 SPz. Marder A 3, 1 6. PzMrs.-Kp. mit 10 PzMrs. M 113 und eine gekaderte 7. Fers.-Kp. Das Btl. wurde im September 1994 aufgelöst, nach Regen verlegte und zur GerEinh.
- Panzergrenadierbataillon 112, Regen. Gliederung ab 1. April 1993: Stabs- und Vers.-Kp., 4 Kpf.-Kpn. mit je 13 SPz. Marder A 3, 1 6. PzMrs.-Kp. mit 10 PzMrs. M 113 und eine gekaderte 7. Fers.-Kp. Panzerbataillon 104, Pfreimd, (Oberpfalz-Kaserne) Ausstattung: 54 KPz. Leopard 2.
- Panzerbataillon 124, GerEinh. Kümmersbruck (Schweppermann-Kaserne), Ausstattung: 54 KPz. Leopard 2.
- PzArt.-Btl. 115, Neunburg vorm Wald. Ausstattung: 18 PzHaub. M 109 G/A 3 G.

### Heeresstruktur VI (1997 bis 2002)
(Brigadetyp KRK mit HVK.-Btl.)
Gliederung:
- Stab / Stabskompanie Panzerbrigade 12, Amberg, zur HrStr. 5 dem WBK. V/10. Pz.-Division unterstellt.
- Panzerpionierkompanie 120, Kümmersbruck (Schweppermann-Kaserne), mit 6 Fuchs PiFü und 2 MiW. Skorpion.
- Aufkl.-Kp. 120, Ebern. Im Frieden dem PzAufkl.-Btl. 12 unterstellt. Aufgelöst.
- Feldersatzkompanie 120, aufgelöst.
- Panzergrenadierbataillon 112, Regen. KRK. Gliederung ab 1. April 1993: Stabs- und Vers.-Kp., 4 Kpf.-Kpn. mit je 13 SPz. Marder A 3, 1 6. PzMrs.-Kp. mit 10 PzMrs. M 113 und eine gekaderte 7. Fers.-Kp. Mit der Struktur 6 wurden in die 6. Kp. 3 SPz. Marder und 5 RakJg.-Pz. Jaguar 1 A03 zusätzlich eingegliedert. Die Jg.-Pz. verschwinden schon nach einigen Jahren aus der Gliederung.
- Panzergrenadierbataillon 102, GerEinh. HVK. Regen. Gliederung ab 1. April 1993: Stabs- und Vers.-Kp., 4 Kpf.-Kpn. mit je 13 SPz. Marder A 3, 1 6. PzMrs.-Kp. mit 10 PzMrs. M 113 und eine gekaderte 7. Fers.-Kp. Mit der Struktur 6 wurden in die 6. Kp. 3 SPz. Marder und 5 RakJg.-Pz. Jaguar 1 A03 zusätzlich eingegliedert. Die Jg.-Pz. verschwinden schon nach einigen Jahren aus der Gliederung. Aufgelöst.
- Panzerbataillon 104, KRK. Pfreimd (Oberpfalz-Kaserne), Ausstattung: ab 1997 54 KPz. Leopard 2 A 5.
- Panzerbataillon 124, GerEinh. KRK. Pfreimd, Ausstattung: 54 KPz. Leopard 2.
- PzArt.-Btl. 115, Neunburg vorm Wald. Ausstattung: 18 PzHaub. M 109 G/A 3 G.

2001 wurde die Brigade der 13. Panzergrenadierdivision in Leipzig unterstellt. Das Panzerbataillon 383 gliedert sich in die Panzerbrigade 12 ein. 2003 wurden das Panzerpionierbataillon 4 und das Logistikbataillon 4 der Brigade unterstellt, 2006 folgte das Fernmeldebataillon 4 und 2007 das Aufklärungsbataillon 8.

### „Heer der Zukunft“ (2003 bis 2007)
Gliederung:
- Stab / Stabskompanie Panzerbrigade 12, Amberg
- Fernmeldebataillon 4, Cham (Oberpfalz), ab 2006 der Brigade unterstellt.
- Aufklärungsbataillon 8, Freyung, ab 2007 der Brigade unterstellt.
- Panzerpionierbataillon 4, Bogen, ab 2003 der Brigade unterstellt.
- PzBtl 383, Bad Frankenhausen, Kyffhäuser Kaserne, Aufgelöst zum 30. Juni 2007, Auflösungsappell 5. Dezember 2006 auf dem Anger Bad Frankenhausen, „Letzter Schuss“ durch BtlKdr 23. Oktober 2006. Ausstattung: KPz. Leopard 2 A 6.
- Panzerbataillon 104, Pfreimd, Weiden, Ausstattung: 58 KPz. Leopard 2 A 6. (14 je Kp.)
- Panzergrenadierbataillon 112, Regen, Ausstattung: SPz. Marder.
- Panzergrenadierbataillon 122, Oberviechtach Ausstattung: SPz. Marder.
- Logistikbataillon 4, Roding, Pfreimd, ab 2003 der Brigade unterstellt.
- Panzerartilleriebataillon 115, Neunburg vorm Wald. Ausstattung: 24 PzHaub. 2000.

Seit 2006 ist die Brigade wieder der 10. Panzerdivision in Veitshöchheim unterstellt.

### Heer 2010 (ab 2007)
Gliederung:

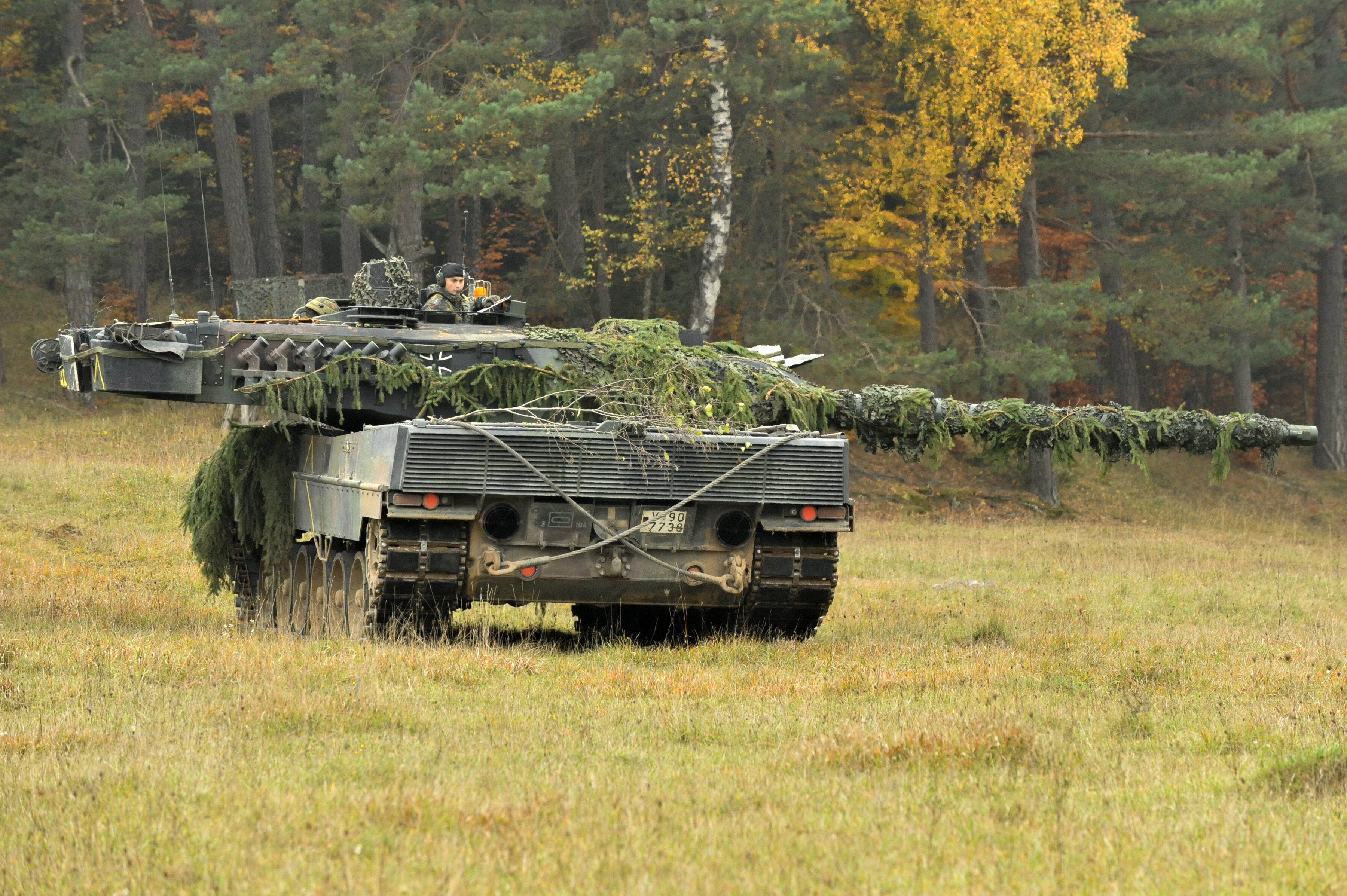
Kampfpanzer Leopard 2 des Panzerbataillons 104 im Oktober 2012

- Stab / Stabskompanie Panzerbrigade 12, Amberg
- Fernmeldebataillon 4, Cham (Oberpfalz), ab 2006 der Brigade unterstellt.
- Aufklärungsbataillon 8, Freyung, ab 2007 der Brigade unterstellt.
- Panzerpionierbataillon 4, Bogen, ab 2003 der Brigade unterstellt.
- Panzerbataillon 104, Pfreimd, Weiden, Ausstattung: 54 KPz. Leopard 2 A 6.
- Panzergrenadierbataillon 112, Regen, Ausstattung: SPz. Marder/Puma.
- Panzergrenadierbataillon 122, Oberviechtach, Ausstattung: SPz. Marder/Puma.
- Pionierbataillon 904, Bogen Couleur: Panzerpionierbataillon 4. Nicht aktiv. Aufgestellt 2009. Kein eigenes Großgerät vorhanden bzw. langzeitlagernd.
- Logistikbataillon 4, Roding, Pfreimd

### Heer 2011 (ab 2014)
Beide Brigaden der 10. Panzerdivision, die Panzerbrigade 12 und die Gebirgsjägerbrigade 23 (Bad Reichenhall), wurden Ende Juni 2014 im Zuge der Neuausrichtung der Bundeswehr der Division Süd unterstellt. Damit verbunden war die Umgliederung des Logistikbataillons 4 zum Versorgungsbataillon 4 zum 1. Juli 2014.
Das Fernmeldebataillon 4 wurde ebenfalls zum 1. Juli aufgelöst und die Stabskompanie wurde gleichzeitig zur Stabs-/Fernmeldekompanie umgegliedert. Das nichtaktive Pionierbataillon 904 wurde aufgelöst und die 4. Kompanie des Panzerpionierbataillons 4 in Bogen in eine nichtaktive Kompanie für Reservisten umgegliedert. Bogen ist auch ZMZ-Stützpunkt.
Das Gebirgspanzerbataillon 8 wurde in Pfreimd zum 20. September 2014 neu aufgestellt. Es ist nicht das vormalige  Gebirgspanzerbataillon 8 (Pocking), das von 1994 bis zu seiner Auflösung 1997 der Panzerbrigade 12 unterstellt war. Das „neue“ GebPzBtl 8 soll aber in dessen Traditionslinie stehen. Wie sein Vorgänger handelt es sich um ein „reguläres“ Panzerbataillon ohne besondere Befähigung für den Gebirgskrieg. Zwei der vier Kompanien sind aktiv. Couleurtruppenteile sind PzBtl 104 für die 3./GebPzBtl 8 und das PzBtl 393 für die 4./GebPzBtl 8. Die 4./GebPzBtl liegt nicht wie die anderen Kompanien in Pfreimd, sondern in Bad Frankenhausen. Nicht aktiv sind 1./GebPzBtl 8 und 2./GebPzBtl 8.
Im Mai 2016 gewann die 3. Kompanie des Gebirgspanzerbataillon 8 die Strong Europe Tank Challenge am deutschen Truppenübungsplatz Grafenwöhr und setzte sich dabei gegen die Teams aus Dänemark, Polen, Italien, den USA und Slowenien durch.
Zum 1. Oktober 2021 wurde die bisherige Stabs- und Fernmeldekompanie (St/FmKp PzBrig 12) aufgelöst und eine Stabs- und Unterstützungskompanie (St/UstgKp PzBrig 12) und eine Fernmeldekompanie (FmKp PzBrig 12) am Standort Cham aufgestellt.
Seit dem 1. April 2023 ist der Panzerbrigade 12 das seit 2019 in der Carl-Schurz-Kaserne in Hardheim neu aufgestellte Panzerbataillon 363 unterstellt. Der Unterstellungswechsel erfolgte im Rahmen der umfassenden Umgliederung des deutschen Heeres , welche durch den Angriffskriegs Russland gegen die Ukraine ausgelöst wurde.
Am 6. November 2023 wurde bekannt gegeben, dass das Panzergrenadierbataillon 122 als Teil der neu aufgestellten Panzerbrigade 45 dauerhaft in Litauen stationiert werden soll. Als Kompensation wird das zum Panzerartilleriebataillon 131 (PzArtBtl 131) umgegliederte Artilleriebataillon 131 aus Weiden in die frei werdende Oberviechtacher Kaserne umziehen.
Am 11. September 2024 wurde das Artilleriebataillon 131 im Rahmen eines Appells der PzBrig 12 unterstellt. Das ArtBtl 131 gehörte bisher zu den Divisionstruppen der 10. Panzerdivision. Im Rahmen des Unterstellungswechsels erfolgte die Umbenennung in Panzerartilleriebataillon 131.

### Auslandseinsätze
Die Panzerbrigade 12 stellte folgende Einsatzkontingente (EinsKtgt):
- 1999
  - 1. EinsKtgt KFOR im Kosovo

- 2000
  - 1. gemEinsKtgt KFOR

- 2004
  - 9. EinsKtgt KFOR

- 2006
  - 14. EinsKtgt KFOR
  - 5. EinsKtgt EUFOR in Bosnien und Herzegowina

- 2008
  - 19. EinsKtgt KFOR
  - 10. EinsKtgt EUFOR
  - 16. EinsKtgt ISAF in Afghanistan

- 2010
  - 25. EinsKtgt KFOR
  - 26. EinsKtgt KFOR
  - 27. EinsKtgt KFOR

- 2013
  - 32. EinsKtgt ISAF
  - 34. EinsKtgt KFOR

- 2017
  - 47. EinsKtgt KFOR (ein Sicherungszug)[14]
  - 1. EinsKtgt Enhanced Forward Presence in Litauen

- 2019
  - 5. EinsKtgt Enhanced Forward Presence in Litauen

- 2020
  - 8. EinsKtgt Enhanced Forward Presence in Litauen

## Kommandeure
Die Kommandeure der Brigade waren (Dienstgrad bei Kommandoübernahme):
| Nr. | Name                                 | Kommandeur von    | Kommandeur bis     |
| --- | ------------------------------------ | ----------------- | ------------------ |
| 26  | Brigadegeneral Axel Hardt            | 15. Februar 2024  | –                  |
| 25  | Brigadegeneral Andreas Kühne         | 15. Oktober 2021  | 15. Februar 2024   |
| 24  | Brigadegeneral Björn Schulz          | 4. April 2019     | 15. Oktober 2021   |
| 23  | Brigadegeneral Jörg See              | 11. Oktober 2016  | 4. April 2019      |
| 22  | Brigadegeneral André Bodemann        | 31. Juli 2014     | 11. Oktober 2016   |
| 21  | Brigadegeneral Markus Laubenthal     | 1. September 2012 | 31. Juli 2014      |
| 20  | Brigadegeneral Stephan Thomas        | April 2010        | 1. September 2012  |
| 19  | Oberst Michael Uhrig                 | 16. Juli 2009     | 26. März 2010      |
| 18  | Brigadegeneral Lutz Niemann          | 20. Februar 2006  | 16. Juli 2009      |
| 17  | Brigadegeneral Erhard Bühler         | 22. August 2003   | 20. Februar 2006   |
| 16  | Oberst Bruno Kasdorf                 | 2001              | 2003               |
| 15  | Brigadegeneral Fritz von Korff       | 26. Juli 1996     | 2001               |
| 14  | Oberst Ulrich Wolf                   | 1. Januar 1994    | 1996               |
| 13  | Oberst Dieter Henninger              | 1. Oktober 1991   | 30. September 1994 |
| 12  | Brigadegeneral Andreas Wittenberg    | 1. Oktober 1985   | 30. September 1991 |
| 11  | Brigadegeneral Reinhard Uhle-Wettler | 1. Oktober 1982   | 30. September 1985 |
| 10  | Oberst Wilhelm Jacoby                | 1. April 1979     | 30. September 1982 |
| 9   | Brigadegeneral Paul-Friedrich Strauß | 1. Februar 1975   | 1. März 1979       |
| 8   | Oberst Gerd-Helmut Komossa           | 16. Dezember 1972 | 31. Januar 1975    |
| 7   | Oberst Kurt von der Osten            | 1. Oktober 1970   | 15. Dezember 1972  |
| 6   | Brigadegeneral Gerhard Jacobi        | 1. August 1965    | 30. September 1970 |
| 5   | Brigadegeneral Hans Straden          | 1. November 1962  | 31. Juli 1965      |
| 4   | Oberst Kurt Rittmann                 | 1. Juli 1959      | 31. Oktober 1962   |
| 3   | Oberst Reinhard                      | 1957              | 1959               |
| 2   | Oberst Ernst Mangold                 | 20. Juli 1956     | 1957               |
| 1   | Oberst Anton Eder                    | 1956              | 1956               |

## Verbandsabzeichen

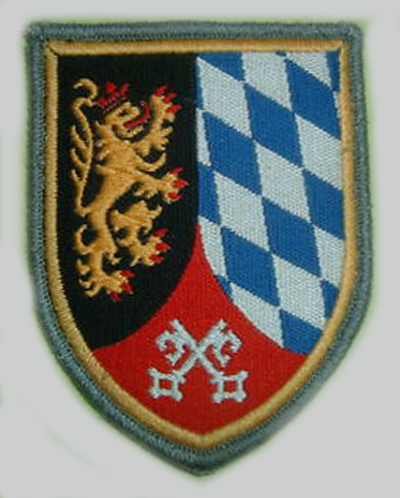
Gewebtes Verbandsabzeichen für den Dienstanzug

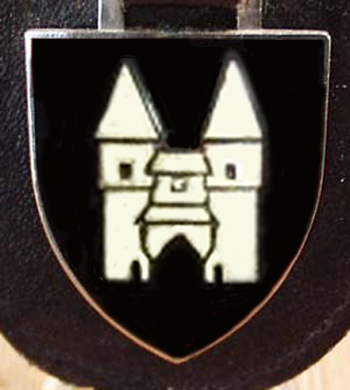
Aktuelles Internes Verbandsabzeichen des Stabes/Stabskompanie

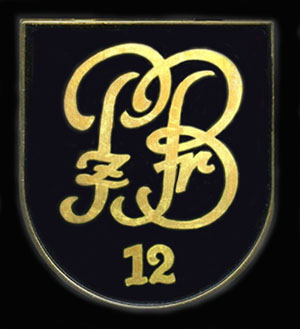
Früheres Internes Verbandsabzeichen des Stabes/Stabskompanie

Die Blasonierung des Verbandsabzeichens für den Dienstanzug der Angehörigen der Panzerbrigade 12 lautet:
 Gold bordiert, gespalten durch eine aufsteigende und eingeschweifte rote Spitze, darin zwei schräg gekreuzte silberne Schlüssel; vorne in Schwarz ein linksgewendeter, rotbewehrter und rotgekrönter goldener Löwe, hinten die bayerischen Rauten.
Das Verbandsabzeichen ähnelt dem Wappen des Bezirks Oberpfalz stark. Dargestellt sind die Schlüssel Petri wie im Regensburger Stadtwappen, der Pfälzer Löwe als Symbol für die Pfalz und die bayrischen Rauten wie in der Landesflagge und dem Landeswappen. Die Verbandsabzeichen der Division und der unterstellten Brigaden waren bis auf die Borde identisch. In der Tradition der Preußischen Farbfolge erhält das Verbandsabzeichen der Panzerbrigade 11 als „dritte“ Brigade der Division einen gelben Bord.
Da sich die Verbandsabzeichen der Brigaden der Division nur geringfügig unterschieden, wird stattdessen auch das interne Verbandsabzeichen des Stabes bzw. der Stabskompanie pars pro toto als „Abzeichen“ der Brigade genutzt. Es zeigt ein silbernes Stadttor. Eine frühere Version zeigte stattdessen ein Monogramm PzBr12.